# Мембрана (сайт)
Membrana — научно-популярный интернет-портал, основанный в 2000 году. Первая самостоятельная работа веб-студии Антона Болотова. Содержит развёрнутые научные статьи, новостную информацию, иллюстрации, фотографии; имелся форум на научные, научно-популярные и околонаучные темы.

## Разделы и рубрики
Сайт «Мембрана» содержит следующие разделы:
- Мировые новости;
- Ярмарка идей;
- Клуб «Мембрана»;
- Фотогалереи;
- Стоп-кадры.
- Форумы и дискуссии;

Статьи сайта разбиты на рубрики:
- Дело техники (техника, механизмы, электроника);
- Планетарный масштаб (природа, космос, общество);
- Игра воображения (искусство, проекты, эксперименты);
- Сетевое окружение (интернет в России и в мире);
- Сложно о простом (это должен знать каждый);
- Большие связи (связь, телекоммуникации);
- Здоровый интерес (медицина, здоровье, образ жизни);
- Секрет фирмы (бизнес, люди и деньги);
- Эврика (изобретения, открытия, гипотезы);
- Свобода слова (материалы читателей сайта);
- Круглый стол (беседы с интересными людьми);
- Технофетиш (технологические предметы роскоши);
- Испорченный телефон (не совсем достоверная информация).

## Перспективы
В 2011 году на сайте было объявлено о запуске «антисоциальной сети» Хобиус , созданной тем же разработчиком. Аудитория Хобиуса с тех пор в значительной степени состоит из читателей «Мембраны».
Приостановка работы сайта
С 1 июня 2012 г. на сайте не происходило никаких изменений: не обновлялась лента новостей, активными оставались лишь пользовательские опции. Последней новостью стал материал про приводнение частного космического аппарата «Дракон».

Здравствуйте, расскажите пожалуйста, в чём проблема, почему уже более двух недель сайт не обновляется, мы очень переживаем)
Здравствуйте, Константин. Спасибо за вопрос.
Мы взяли паузу. Пока не понятно, что делать с этим проектом дальше. Ясно, что вести и финансировать его так, как мы это делали все 10 с лишним лет, теперь нецелесообразно.
«Мембрана» практически никогда не приносила прибыли, всегда была по сути благотворительным, просветительским проектом, который при заметных затратах, однако, не был востребован обществом в должной мере, как мы того ожидали.
Как вариант развития событий рассматривается передача проекта в кроудсорсинг — ведение «Мембраны» пользователями на некоммерческой основе при полном отсутствии рекламы на сайте. Что будет, посмотрим. Всего доброго.
С уважением,
Константин Болотов
Редактор

На начало 2014 г. изменений на сайте не произошло. В апреле сайт перестал открываться, но к началу июня снова стал, а Хобиус продолжает быть недоступным.
К концу 2014 г., после почти годового простоя, фанатами Хобиуса был создан «клон» Hobius+.
На момент 1 января 2020 г. всё ещё доступны тексты проекта и пользовательские функции, но новых статей так и не добавлено.
14 октября сайт полностью закрыт и продан фирме по продаже автозапчастей, статьи и тексты недоступны. Настроено перенаправление на сайт drive2.

## Награды
- Лауреат Национальной Интернет-премии 2003 в номинации «Образование и наука».[6]
- Беляевская премия-2005[7]
- Премия РОТОР, категория «Научно-образовательный сайт года»: в 2004, 2008, 2009 годах — 3е место; РОТОР++, та же категория, 3 место в 2005 году и 2 место в 2007 году.[8]